# Andoany
Andoany, znan i po svom francuskom imenu Hell-Ville, najveći grad na otoku Nosy Beu na sjeverozapadu Madagaskara s 23 050 stanovnika, upravno središte Distrinkta Nosy Be. 

## Povijest
Naselje pod imenom Hell-Ville osnovao je francuski satnik Passot, koji se svojim ratnim brodom Colibri 1840. godine iskrcao na otoku Nosy Beu i proglasio ga francuskim protektoratom. Passot je nazvao naselje Hell Ville, u čast svog admirala Anne Chrétien Louis de Hella. On je to navodno učinio na zahtjev poražene kraljice Tsiomeko koja se sklonila 1839. na otok i zatražila zaštitu od Francuza s obližnjeg Reuniona.
Hell-Ville se vrlo brzo razvio u važno trgovačko mjesto s brojnom kolonijom indijskih i arapskih trgovaca. 
Nakon stjecanja neovisnosti godine 1960., opala je važnost trgovine te se posljednjih godina razvija turizam. 

## Zemljopisna i klimatska obilježja
Andoany leži na krajnjem jugu otoka Nosy Bea u Zaljevu Andavakotakona u Mozambičkom kanalu. Središte grada i luka smješteni su na poluotoku. Pored grada na svega 7 km nalazi se ulaz u Nacionalni park Lokobe poznat po crnim lemurima i panterskom kameleonu (Furcifer pardalis).
Klima je vruća tropska, prosječna dnevna temperatura je oko 30°C, najviše kiši ljeti u prosincu, siječnju i veljači. Proječna količina oborina je između 1 975 -3 000 mm. Grad kao i cijeli otok ima povoljnu klimu jer ga masiv Tsaratanana na Madagaskaru štiti od snažnih orkanskih vjetrova u kolovozu, s Indijskog oceana.

## Gospodarstvo i promet
Andoany je glavna otočna luka iz koje postoji stalna brodska linija za najbližu luku Ankifi na Madagaskaru.
Zračna luka Fascene (IATA: NOS ICAO: FMNN)udaljena je 16,5 km od središta grada u pravcu istoka.
Grad posjeduje bolnicu, srednju školu, banku, par hotela i restorana. Nasred grada postavljen je veliki dizelski generator koji služi za opskrbu cijelog otoka električnom energijom.
U gradu ima par destilerija za rum, jer se na otoku tradicionalno uzgaja šećerna trska. 
Netaknute plaže i povoljna klima te blizina Nacionalnog parka Lokobe privukla je mnoge europske turiste, uglavnom Francuze i Talijane tako da su izgrađeni brojni restorani i par hotela.